# Phuralumite
La phuralumite è un minerale appartenente al gruppo della fosfuranilite.